# Hombre de Worsley
El Hombre de Worsley es una cabeza masculina encontrada en 1958 en el pantano de Worsley Moss cerca de Salford, Mánchester, Inglaterra.

## Descubrimiento
El 18 de agosto de 1958 los cortadores de turba encontraron en el pantano de Worsley Moss una cabeza semimomificada. Avisaron a la Policía, que rastreó una amplia zona en busca del cuerpo, sin resultados. Un primer examen en la Universidad de Liverpool reveló que la antigüedad del hallazgo era de al menos un siglo. Posteriores exámenes elevaron la cifra a 500 años. Aunque pocos años antes se habían encontrado en Dinamarca al Hombre de Tollund y al Hombre de Grauballe, apenas se había publicado nada en Inglaterra y los cuerpos preservados en pantanos y la cabeza no despertaron demasiado interés hasta el espectacular hallazgo del Hombre de Lindow en 1984.

## Características
La cabeza de Worsley fue investigada en profundidad en 1987. Se descubrió que databa de hacia 100-120 d. C. aprox. y pertenecía a un varón de 20 a 30 años. Sufrió un fuerte golpe dado con un objeto romo detrás de la oreja derecha y en el cuello permanecían los restos de un tendón animal con el que había sido estrangulado antes de la decapitación. En 2014 se descubrió en los tejidos del cuello la punta de una flecha o lanza. Todo indica que fue víctima de un sacrificio ritual celta relacionado con el culto a las cabezas y muestra paralelismos con la "triple muerte" (golpeado, estrangulado y degollado) padecida por el Hombre de Lindow, contemporáneo suyo.